# 察爾諾河
54°0′11.1″N 12°7′27.9″E / 54.003083°N 12.124417°E

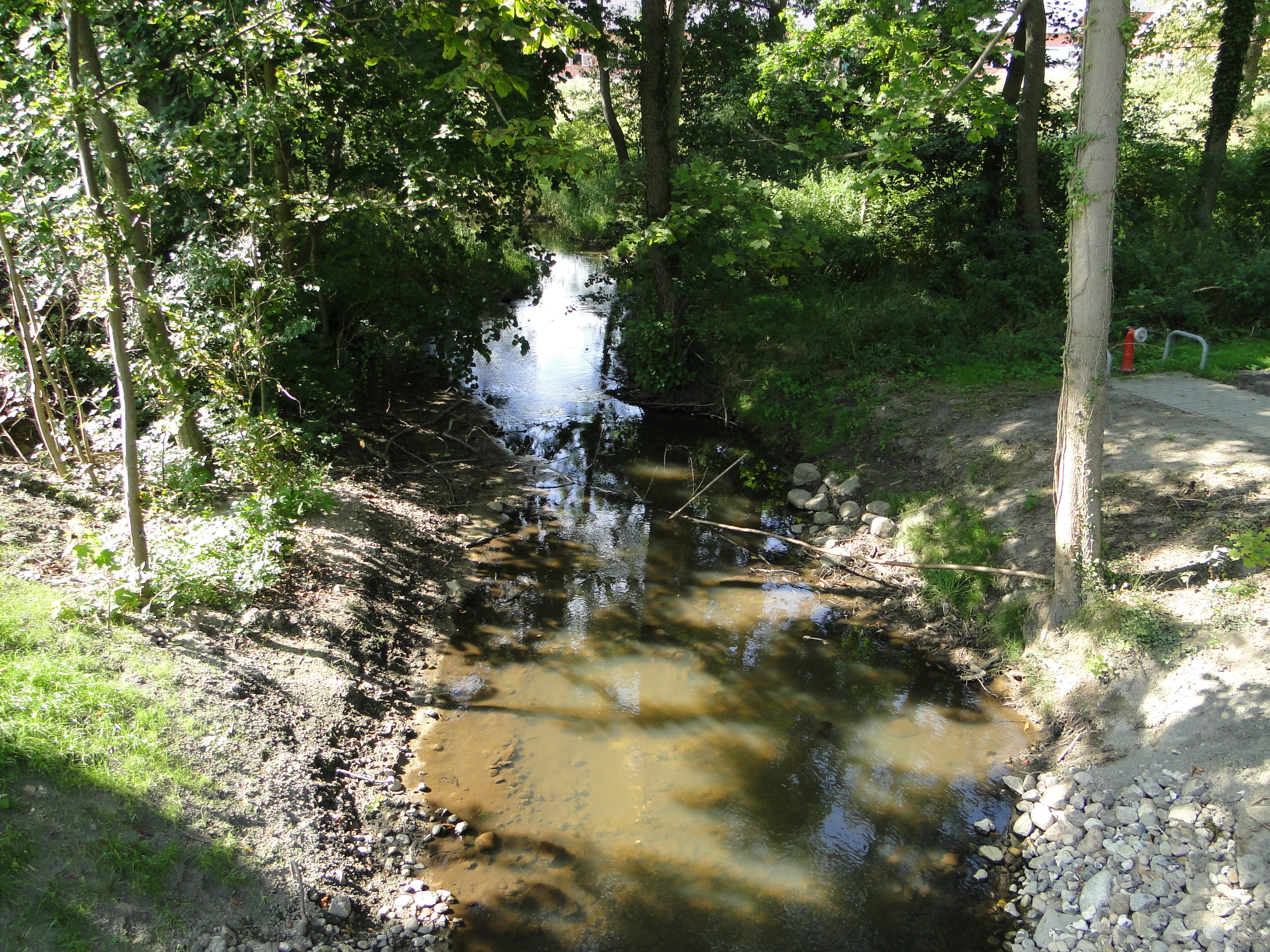
察爾諾河

察爾諾河（德語：Zarnow），是德國的河流，位於該國北部，由梅克倫堡-前波美拉尼亞州負責管轄，屬於瓦爾諾河的支流，河道全長15.6公里，河口處在施萬和羅斯托克之間。